# Crotalus scutulatus
Espèce
Synonymes
- Caudisona scutulata Kennicott, 1861
- Crotalus confluentus kellyi Amaral, 1929
- Crotalus salvini Günther, 1895

Statut de conservation UICN

 LC  : Préoccupation mineure
Crotalus scutulatus ou crotale de Mojave est une espèce de serpents de la famille des Viperidae.

## Répartition

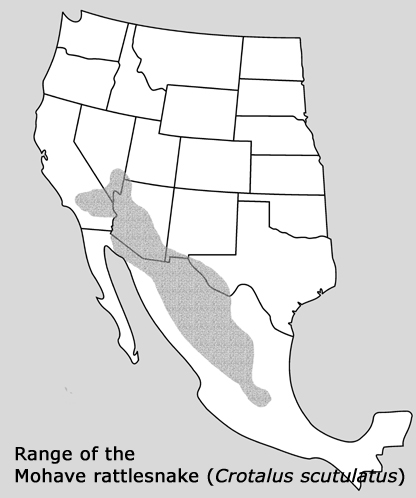

Cette espèce se rencontre :
- aux États-Unis dans le sud de la Californie, dans le sud du Nevada, dans le sud du Nouveau-Mexique, dans l'ouest du Texas, en Arizona ;
- au Mexique dans le nord et l'est du Sonora, dans le Chihuahua, dans l'ouest et le sud du Coahuila, dans le Durango, dans le Zacatecas, dans le San Luis Potosí, dans le sud du Nuevo León, dans l'ouest du Tamaulipas, dans le Puebla et dans l'Aguascalientes.

## Description

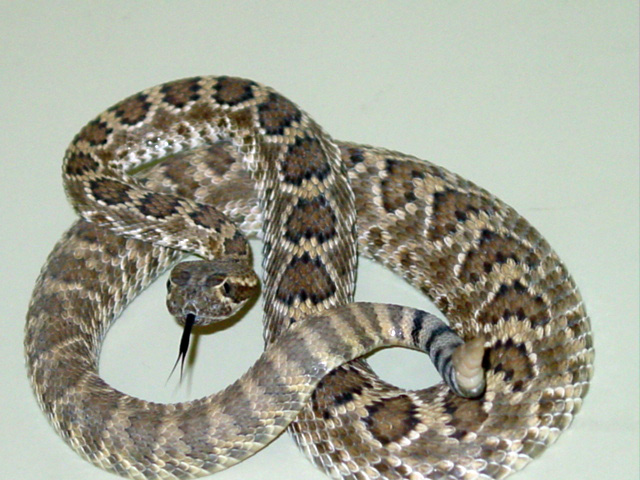

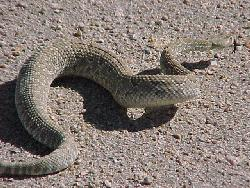

Ce serpent venimeux et vivipare atteint en moyenne 1 mètre de long, les plus grands spécimens atteignent 1,4 mètre. Il est d'une couleur variant du brun au vert pale. Il vit dans des zones désertiques mais peut s'aventurer dans des plaines herbeuses.

Il hiberne durant l'hiver. Durant ses périodes d'activité. Il se nourrit de souris et de lézards à l'affût. Les femelles donnent naissance à des petits vivants, entre 2 et 17 par portée.

## Liste des sous-espèces
Selon The Reptile Database (13 février 2014) :
- Crotalus scutulatus salvini Günther, 1895
- Crotalus scutulatus scutulatus (Kennicott, 1861)

## Étymologie
Le nom spécifique scutulatus vient du latin scutula, petite écaille, en référence aux écailles de ce serpent qui semblent être plus petites que chez les espèces voisines. La sous-espèce Crotalus scutulatus salvini est nommée en l'honneur d'Osbert Salvin (1835–1898).

## Publications originales
- Günther, 1895 : Reptilia and Batrachia, Biologia Centrali-Américana, Taylor, & Francis, London, p. 1-326 (texte intégral).
- Kennicott, 1861 : On three new forms of rattlesnakes. Proceedings of the Academy of Natural Sciences of Philadelphia, vol. 13, p. 206-207 (texte intégral).